# يو إس إس بويبلو

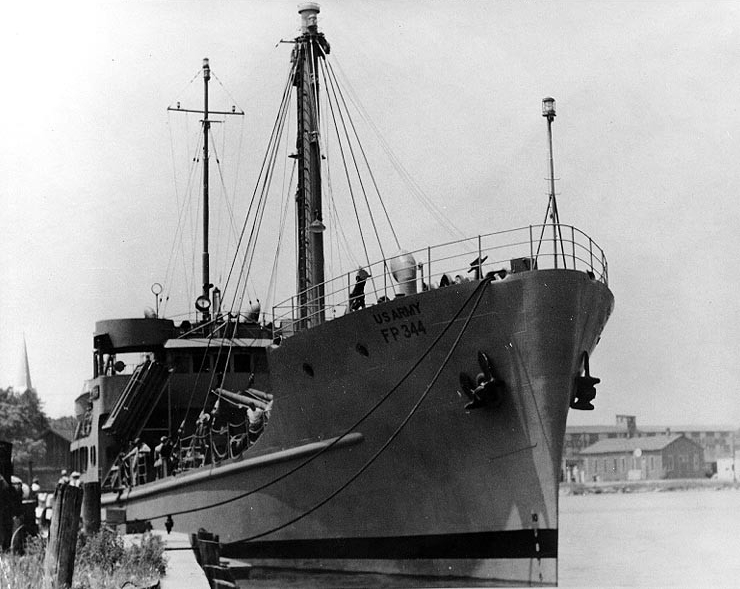
سفينة بضائع الجيش الأمريكي إف بّي-344 (1944) والتي نقلت إلى البحرية في عام 1966 وأصبحت يو إس إس بويبلو (أيه جي إي آر-2).

يو إس إس بويبلو (إيه جي إي آر-2) (بالإنجليزية: USS Pueblo AGER-2) هي سفينة أبحاث بيئية من فئة بانر (Banner)، ملحقة بالمخابرات البحرية كسفينة تجسس، والتي هاجمتها القوات الكورية الشمالية واستولت عليها في 23 يناير 1968، في ما يعرف اليوم باسم «حادثة بويبلو» (Pueblo Incident) أو باسم «أزمة بويبلو» (Pueblo Crisis).
جاء أمر مصادرة السفينة وأفراد طاقمها البالغ عددهم 83 فردًا، والذي قُتل أحدهم في الهجوم، بعد أقل من أسبوع من خطاب الرئيس ليندون بي. جونسون عن حالة الاتحاد أمام كونغرس الولايات المتحدة، وقبل أسبوع من بدء هجوم التيت (Tet Offensive) في فيتنام الجنوبية خلال حرب فيتنام، وبعد ثلاثة أيام من عبور 31 رجلاً من وحدة الجيش الشعبي الكوري الشمالي في كوريا الشمالية المنطقة المنزوعة السلاح الكورية (“DMZ” «دي إم زي»)وقتلوا 26 كوريًا جنوبيًا في محاولة لمهاجمة البيت الأزرق الكوري الجنوبي (القصر التنفيذي)) في العاصمة سول. أصبحت حادثة الاستيلاء على «بويبلو» وإساءة معاملة وتعذيب طاقمها خلال مدة الأسر التي استمرت 11 شهرًا حادثة مهمة خلال الحرب الباردة، مما زاد من التوتر بين القوى الغربية والاتحاد السوفيتي والصين.
ذكرت كوريا الشمالية أن بويبلو دخلت مياهها الإقليمية عن عمد على بعد 7.6 ميل بحري (14 كم) من جزيرة ريو، وأن السجل يوضح أنهم دخلوا عدة مرات. ومع ذلك، تؤكد الولايات المتحدة أن السفينة كانت في المياه الدولية وقت وقوع الحادث وأن أي أدلة مزعومة قدمتها كوريا الشمالية لدعم تصريحاتها كانت ملفقة.
لا تزال بويبلو، التي تحتجزها كوريا الشمالية حتى اليوم، رسميًا سفينة تابعة لسلاح البحرية الأمريكي. منذ أوائل عام 2013، رست السفينة على طول نهر بوتونج في بيونج يانج، واستُخدمت هناك كسفينة متحف في متحف بيونج يانج للحرب المنتصرة. بويبلو هي السفينة الوحيدة التابعة للبحرية الأمريكية التي لا تزال ضمن لائحة السفن المحتجزة في الوقت الحالي.

## العمليات الأولية
نُقلت سفينة بضائع الجيش الأمريكي أف بّي-344 (1944) (بالإنجليزية: Freight and Passenger اختصارا FP-344) إلى البحرية في عام 1966، وأصبحت تَعرف باسم يو أس أسبويبلو (أيجر-2).
أُطلقت السفينة من قبل شركة كيواوني الهندسية لبناء السفن في مدينة كيواوني، ويسكونسن (بالإنجليزية: Kewaunee, Wisconsin)، في 16 أبريل 1944، تحت أسم الجيش الأمريكي لنقل البضائع والمسافرينإف بّي-344. والتي أعاد الجيش تسميتها في وقت لاحقالى الشحن والإمداد وغيّر تصنيفها إلى أف أس-344 (بالإنجليزية: Freight and Supply اختصاراً FS-344).كانت السفينة، التي تم تشغيلها في نيو أورلينز في 7 أبريل 1945، بمثابة سفينة تابعة خفر السواحل وتستخدم لتدريب المدنيين للجيش. كان أول ضابط قائد لها هو الملازم جاي. آر. تشواتمن خفر السواحل الأمريكي (بالإنجليزية: United States Coast Guard اختصاراً USCGR)، خلفَه الملازم جاي. جي. مارفن بي. باركر، من خفر السواحل الأمريكي يو أس سي جي آر، في 12 سبتمبر 1945. تم إبعاد أف أس-344 خارج الخدمة في عام 1954.
في عام 1964، أصبحت وزارة الدفاع مهتمة بوجود سفن أقل حجماً وأقل تكلفةً وأكثر مرونة واستجابة من سفن إيه جي تي آر وتي-إيه جي الحالية لجمع المعلومات استخباراتية. كانت سفن الشحن الخفيفة ذات الحركة الأكثر ملائمة هي سفن دي أو دي الحالية، وتم تحويل أحدها إلى يو أس أسبانرفي عام 1964 وبدأت عملياتها في عام 1965. [9]
تم نقل أف أس-344 إلى البحرية الأمريكية في 12 أبريل 1966 وتغيير اسمها إلى سفينة الولايات المتحدة بويبلو (إيه كي إيل-44) على أسم مدينة بويبلو ومقاطعة بويبلو في ولاية كولورادو في 18 يونيو. في البداية، تم تصنيفها كسفينة شحن خفيفة للترميم الأساسي في حوض بيوجت ساوند لبناء السفن البحرية خلال عام 1966. نظرًا لأن بويبلوتم تجهيزها تحت غطاء غير سري كسفينة شحن خفيفة، فقد كان تجنيد الطاقم العام والتدريب على هذا الأساس، مع أن 44٪ منهم لم يعملوا في البحر من قبل عند تجنيدهم لأول مرة. تأخر تركيب معدات الاستخبارات، بتكلفة 1.5 مليون دولار، إلى عام 1967 لأسباب تتعلق بالميزانية، واستأنفت الخدمة بالاسم العامي المعروف «سفينة تجسس» وأعيد تصميميه جي إي آر-2 في 13 مايو 1967. وبعد الاختبار وإصلاح الخلل أبحرت من حوض بناء السفن في 11 سبتمبر 1967 إلى سان دييغو للتدريب. [9]

## حادثة بويبلو

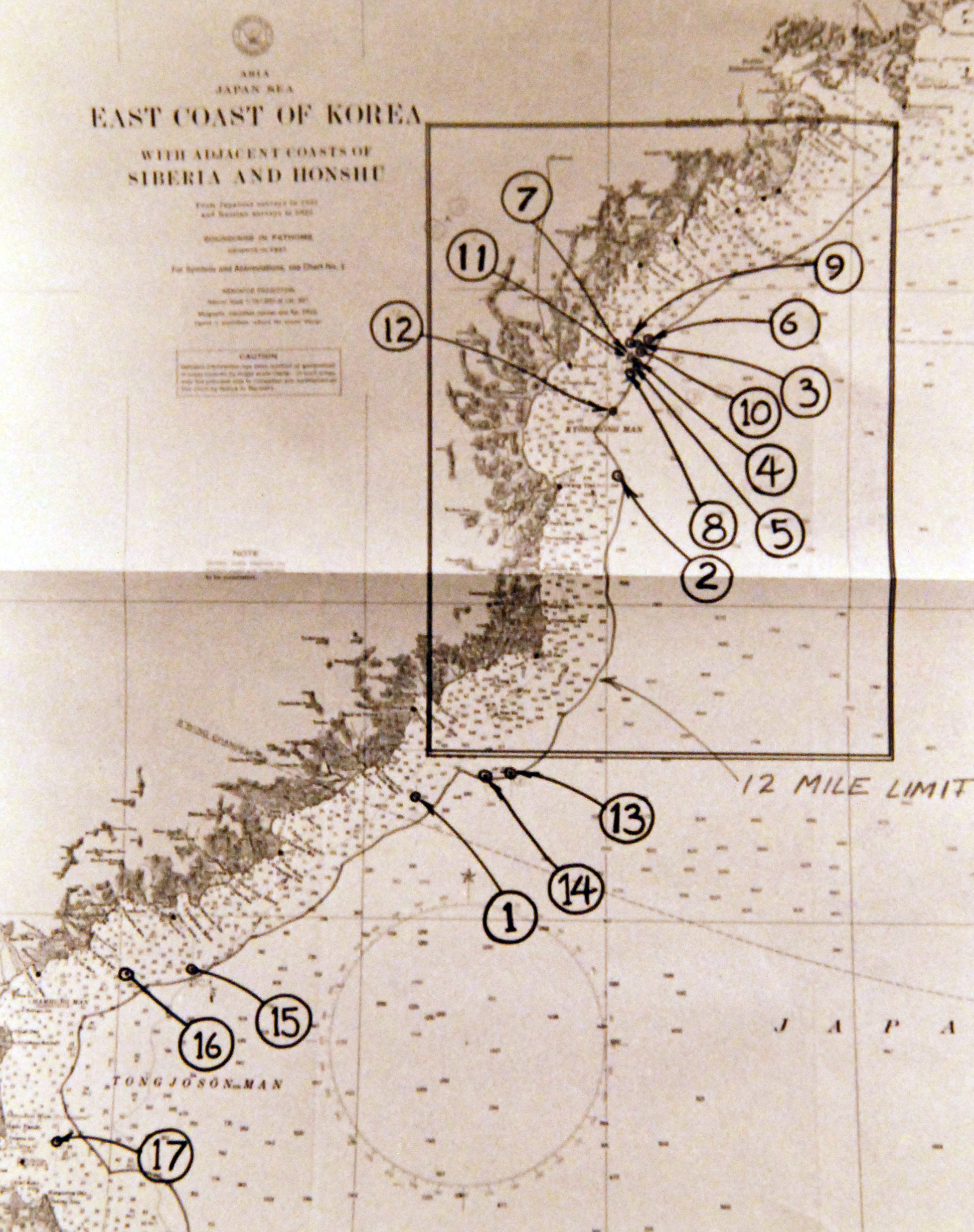
رسم بياني يوضح المواقع الـ 17 التي أبلغت كوريا الشمالية أن بويبلو قد دخلت مياهها الإقليمية على طول 12 ميلًا بحريًا

غادرت بويبلو قاعدة البحرية الأمريكية في يوكوسوكا باليابان في 5 يناير 1968 متجهة إلى القاعدة البحرية الأمريكية في ساسيبو باليابان؛ ومن هناك غادرت في 11 يناير 1968 متجهة شمالًا عبر مضيق تسوشيما في بحر اليابان. غادرت مع أوامر محددة لاعتراض ومراقبة نشاط البحرية السوفيتية في مضيق تسوشيما وجمع الإشارات الاستخباراتية والإلكترونية من كوريا الشمالية. كان كاشف الإشارات الاستخباراتية (سيغاد SIGAD)؛ والذي بواسطته قد رفعت السرية عن بويبلو لصالح وحدة الدعم المباشر (دي أس يو) التابعة لوكالة الأمن القومي (أن أس أيه)من قِبل مجموعة الأمن البحري (أن أس جي)خلال الدورية المشاركة في الحادث، هو (يو أس أن-467 واي USN-467Y). يُشير (AGER) (البحوث البيئية العامة المساعدة) إلى برنامج مشترك للوكالة البحرية والأمن القومي (NSA).
في 16 يناير 1968، وصلت بويبلو إلى خط العرض 42 درجة شمالًا، استعدادًا للقيام بالدورية. كانت منطقة الدوريات تمر عبر الساحل الكوري الشمالي من 41 ° شمالاً إلى 39 ° شمالاً، بشرط عدم الاقتراب أكثر من 13 ميلاً بحريًا من ساحل كوريا الشمالية، وفي الليل تزداد المسافة من 18 إلى 20 ميلا بحريا. كان هذا يمثل تحديا لسببين: أولهما أن اثنين فقط من البحارة كانوا يتمتعون بخبرة بحرية جيدة، والثاني تقرير القبطان في وقت لاحق بأن: «لم يكن لدي مجموعة من البحارة المحترفين للقيام بالأعمال الملاحية.»
في الساعة 17:30 من يوم 20 يناير 1968، مرت غواصة كورية شمالية معدلة من طراز (أس أو-1) سوفييتية النوع على بعد 4000 ياردة (3.7 كم) من بويبلو، التي كانت على بعد حوالي 15.4 ميلًا بحريًا (28.5 كم) جنوب شرق مايانج دو في موقع 39°47 درجة شمالاً و 128°28.5 درجة غرباً.

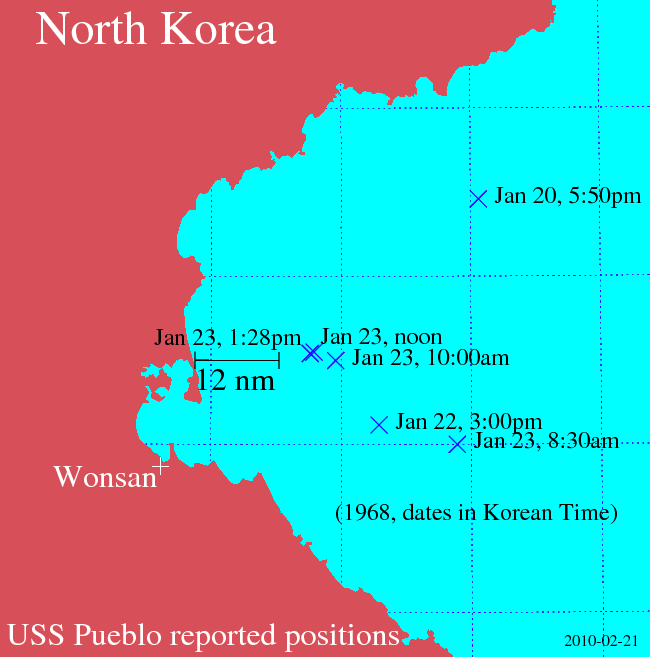
مواقع سفينة بويبلو التي أبلغت عنها البحرية الأمريكية

في فترة ما بعد ظهر يوم 22 يناير 1968، مرت سفينتا الصيد الكوريتان الشماليتان رايس بادي 1 ورايس بادي 2 على بعد 30 ياردة (27 م) من بويبلو. قامت في ذلك اليوم وحدة كورية شمالية بمحاولة اغتيال ضد الرئيس الكوري الجنوبي بارك تشونغ في القصر التنفيذي «البيت الأزرق»، ولكن لم يتم إخطار طاقم بويبلو.
وفقًا للرواية الأمريكية، في اليوم التالي، 23 يناير، اقترب متعقب غواصات من بويبلو وتم تحدي وطنيتها؛ ردت بويبل وعلى ذلك برفع العلم الأمريكي ثم أمرت السفينة الكورية الشمالية بويبلو بالتنحي أو إطلاق النار عليها. حاول طاقم بويبلو المناورة بعيدًا، لكنه كان أبطأ بكثير من المتعقب. تم إطلاق عدة طلقات تحذيرية. بالإضافة إلى ذلك، ظهرت ثلاثة قوارب طوربيد في الأفق ثم انضمت إلى المتعقب والهجوم اللاحق.
سرعان ما انضم إلى المهاجمين طيارتان مقاتلتان من طراز ميج-21. ظهر قارب طوربيد رابع ومتعقب غواصات ثاني في الأفق بعد وقت قصير. تم تخزين الذخيرة الموجودة على بويبلو أسفل الأسوار، وكانت مدافعها الرشاشة مغطاة بقماش بارد وبدون جنود، ولم تُبذل أي محاولة لتزوديها بهم.

يُقتبس من تقرير وكالة الأمن القومي أمر الإبحار:
يجب تخزين الأسلحة الدفاعية (المدافع الرشاشة) أو تغطيتها بطريقة لا تجذب أي اهتمام غير عادي من قبل الاستقصاء. يجب استخدامه فقط في حالة وجود تهديد (...)
والملاحظات:
خلال التدريبات، اكتُشف أنه بسبب التعديلات السريعة لآلات إطلاق النار، استغرقت المدافع الرشاشة من عيار 50 عشر دقائق على الأقل لتنشيطها. ولم يكن لدى أي فرد من أفراد الطاقم، ممن لديهم خبرة سابقة في الجيش، أي خبرة بهذه الأسلحة، على الرغم من أن أفراد الطاقم تلقوا تعليمات أولية بشأن الأسلحة قبل توزيعهم على السفينة مباشرة. [9]
تصر سلطات البحرية الأمريكية وطاقم بويبلو على أن السفينة كانت على بعد أميال خارج المياه الإقليمية لكوريا الشمالية قبل أسرها. بينما تقول السلطات الكورية الشمالية أن السفينة كانت داخل أراضي كوريا الشمالية. سمح بيان المهمة للسفينة بالاقتراب من مسافة ميل بحري (1,852 م) إلى هذا الحد. لكن كوريا الشمالية رسمت الحدود البحرية لمسافة 50 ميلًا بحريًا (93 كم) على الرغم من أن المعايير الدولية كانت 12 ميلًا بحريًا (22 كم) في ذلك الوقت.

حاولت المراكب الكورية الشمالية ركوب بويبلو، لكنها الطاقم قام بالمناورة لمنع ذلك لأكثر من ساعتين. ثم فتح متعقب الغواصات النار بمدفع (57 ملم)، مما أسفر عن مقتل أحد أفراد الطاقم. أطلقت السفن الصغيرة بدورها مدافع رشاشة على بويبلو، مشيرة لاستجابتها وبدأها بتدمير المواد الحساسة على متن بويبلو. لكن حجم المواد الموجودة على متن السفينة (بويبلو) كان كبيرًا لدرجة أنه كان من المستحيل تدميرها بالكامل. يُقتبس تقرير لوكالة الأمن القومي من الملازم ستيف هاريس، الضابط المسؤول عن مفرزة قيادة مجموعة الأمن البحري في بويبلو:
(...) احتفظنا بمنشورات قديمة على متن السفينة وكان لدينا كل النوايا الطيبة للتخلص من هذه الأشياء لكننا لم نفعل ذلك في الوقت الذي بدأنا فيه المهمة. كنت أرغب في الحصول على مكان منظم في نهاية المطاف، وكان لدينا عدد كبير من النسخ على متن السفينة (بويبلو) (...)
ويختتم:
تم تدمير نسبة صغيرة فقط من إجمالي المواد السرية على متن السفينة.
كان الاتصال اللاسلكي بين بويبلو ومجموعة الأمن البحري في كاميسيا، اليابان، مستمرًا أثناء الحادث. نتيجة لذلك، كانت قيادة الأسطول السابع على دراية تامة بوضع بويبلو ووعد بغطاء جوي لكنه لم يصل. لم يكن لدى سلاح الجو الخامس أي طائرة في حالة تأهب قصوى، وقدر تأجيل إطلاق الطائرة لمدة ساعتين إلى ثلاث ساعات. كان موقع سفينة (يو أس أسانتربرايس) USS Enterprise على بعد 510 ميلاً بحرياً (940 كم) جنوب بويبلو، ولكن طائراتها الأربع من طراز (أف-4 بي)F-4B لم تكن مجهزة للمشاركة الجوية. وقدّر كابتن (انتربرايس)أن الوقت المطلوب لإدخال الطائرة في المسار الجوي هو ساعة ونصف (90 دقيقة).